# Moe‘N’a Lisa
Moe‘N’a Lisa — шестая серия восемнадцатого сезона мультсериала «Симпсоны». Была показана 19 ноября 2006 года.

## Сюжет
Гомер просыпается и всё в доме ему напоминает, что он должен что-то не забыть, но что? За завтраком ему напоминают об олимпиаде стариков, после чего Гомер скатился со стула и семье пришлось тащить его из дома. Как только все ушли, Мо позвонил Гомеру и сказал не забыть, что они собирались встретить день рождения Мо на рыбалке.
На олимпиаде Джаспер Бердли зажёг факел и случайно поджёг себе бороду. Мардж обратила внимание, что Лиза что-то пишет, она объяснила, что пишет доклад об интересных людях Спрингфилда.
Старики, в том числе и Эйб Симпсон начинают бег. На поле садовник Вилли косил траву, посмотрев на облака, он решил, что собирается дождь, и надел дождевик. Пробегавший рядом Эйб случайно уронил вставные зубы, а садовник заметил это и решил вернуть их. Но Эйб принял Вилли в дождевике и с косой в руках за смерть и в ужасе начал бежать быстрее других участников и получил первое место.
Когда Симпсоны ехали обратно, Гомер у входа в дом заметил Мо и вспомнил, что на самом деле он должен был пойти на рыбалку с Мо. Он велел всем пригнуть головы, чтобы Мо их не заметил в машине. Увидев автомобиль, Мо сказал: «Наконец, подлец Гомер! А, это только машина.». Семья припарковалась на заднем дворе и, зайдя в дом, была вынуждена ползать. Через некоторое время Мо швырнул в дом кирпич с запиской, оскорбляющей Гомера. Лиза решила, что Мо тот, кто нужен для её доклада, что подняло настроение Мо.
Лиза и Гомер пошли к Мо. Оказалось, он живёт в отеле. Гомеру понравилось кресло для массажа, которое казалось таким из-за того, что оно было забито тараканами. Лиза обратила внимание на записки на стене и решила, что если их собрать, то получится неплохой стих и что Мо неплохой поэт. Услышав, что Мо хороший поэт, Гомер начал говорить это с сарказмом и прыгать и он случайно выпрыгнул в окно, после чего катился по пожарной лестнице до самого низа. Уже внизу Гомер сказал, что у Мо, действительно, неплохо получилось. Мо сказал, что любит его, а Гомер засмеялся над тем, что Мо любит мужчину. Лиза собрала из записок стих, который назвала «Вой на бетонную луну». Потом Лиза появилась с Мо на уроке. Её доклад провалился, и всё же она решила издать стих. Редактор издательства одобрил стих и он был опубликован на обложке. Лиза пришла с этой новостью к Мо, после чего ему позвонил Том Вулф и позвал на конференцию в Вермонт. Мо нагрубил ему, решив, что это хулиган, но в баре ему рассказали, что это известный поэт и когда Мо позвонили ещё раз, он согласился.
Гомер подвозил Мо и тот решил плеснуть пива Гомеру. Мардж сказала не пить за рулём, после чего Гомер решил останавливаться, чтобы хлебнуть пиво. Доехав до места, Гомер вывалился из машины и его оштрафовали за езду в нетрезвом виде.
Мо встретился с Томом. Его спросили, как он додумался до такого названия. Он ответил, что с названием ему помогли, после чего объявился другой поэт, которому тоже помогли и, узнав, что поэту с названием помогли, Том выгнал его. Гости, забыв, что задали Мо вопрос, спросили ещё раз, на этот раз Мо сказал, что додумался до названия сам. Все гости пошли кататься на лошадях, а Лиза расстроилась из-за того, что Мо присвоил себе её заслуги. Потом на конференции некоторым поэтам, в том числе и Мо задавали вопросы. Лиза спросила, видит ли Мо в зале тех, кто верил в него, когда другие не верили, на что Мо сказал, что таких в зале нет.
После этого вопроса конференция закончилась, после чего семья предложила Лизе проехаться по Вермонту, та отказалась. Лиза сидела на лавочке и кидала птицам хлеб, на который прибегали и люди. Появился Мо и попросил Лизу помочь написать поэму для его речи, она отказала и ушла, а Мо попробовал написать поэму в одиночку. Когда семья вернулась, Лиза рассказала, что Мо присвоил её заслуги себе, Гомер и Барт решили наказать Мо за это.
На ужине Мо начинает читать свои «поэмы», но гости поняли, что он читает информацию, списанную с лифта, и список телеканалов. Увидев Лизу, Мо читает свою поэму и публично извиняется перед Лизой за то, что присвоил её заслуги себе, и та прощает его. Внезапно наверху возникают Гомер и Барт и пытаются облить Мо сиропом, чтобы отомстить, но Мо убедил их, что они от этого лучше себя не почувствуют и, тем более, Лиза его уже простила. Мо и Лиза выходят. Редактор издательства выключает телевизор и говорит, что получилось слишком мило. Во время титров показали, что Гомер пробовал сироп у дороги и одновременно корчил гримасы.

## Культурные отсылки
- Название созвучно с картиной Мона Лиза.
- Мо, Том и другие гости катались на лошадях под песню Let Get It Started группы Black Eyed Peas.
- Редактор American Poetry Perspectives это точная копия редактора газет Daley Bugle Джей Джона Джеймсона из фильмов про Человек паука.